# 山姆·帕拉迪奧
山姆·帕拉迪奧（Sam Palladio，1986年11月21日—）是英國的一位演員和音樂人。他成長在英國康沃爾郡，父母是藝術家 。他現在出演ABC電視劇音樂之鄉中的Gunnar Scott角色。